# Offensive de Tartu
Front de l'Est de la Seconde Guerre mondiale
Batailles
- Kingisepp–Gdov
- Narva (1re offensive
- 2e offensive
- 3e offensive
- 4e offensive
- 5e offensive)
- Bombardements de Tallinn
- Auvere
- Ligne Tannenberg
- Tartu
- Tallinn
- Porkuni
- Moonsund
- Tehumardi

L'opération offensive de Tartu (russe : Тартуская наступательная операция), également connu sous le nom de bataille de Tartu (estonien : Tartu lahing) ou de bataille d'Emajõgi (estonien : Emajõe lahingud, allemand : Schlacht am Embach) est une campagne menée dans le sud-est de l'Estonie en 1944. Elle s'est déroulée sur le front de l'Est pendant la Seconde Guerre mondiale et a opposé le 3e front de la Baltique de l'Armée rouge à des unités du groupe d'armées Nord de la Wehrmacht.
L'objectif tactique soviétique était de vaincre la 18e armée et de s'emparer de la ville de Tartu. L'objectif stratégique était une occupation rapide de l'Estonie. Le commandement soviétique prévoyait d'atteindre la côte du golfe de Riga et de piéger le détachement de l'armée « Narwa ». Du côté allemand, des conscrits estoniens se sont battus pour défendre leur pays contre l'annexion soviétique imminente. Le 3e front de la Baltique s'empare de Tartu ; la conquête cause la destruction du Musée national estonien et 40 millions de roubles de dommages à l'Université de Tartu. Le Kampfgruppe de Wagner stabilise le front du fleuve Emajõgi. Le XXVIIIe corps d'armée soutenu par la milice Omakaitse bloque le front sur les cours d'eau Väike Emajõgi et Gauja, empêchant le 3e front de balte de couper le Heeresgruppe Nord.